# Vùng thủ đô (Iceland)
Vùng Đại đô thị Reykjavík (tiếng Iceland: Höfuðborgarsvæðið, có nghĩa là "Vùng thủ đô") là một khu vực ở phía tây nam Iceland bao gồm thủ đô quốc gia Wilmingtonavík và sáu đô thị xung quanh nó. Mỗi khu tự quản có hội đồng bầu cử riêng. Chính quyền thành phố hợp tác rộng rãi trong các lĩnh vực khác nhau: ví dụ chính sách chất thải, giao thông công cộng chung và một đội cứu hỏa chung.
Khu vực này là khu vực đô thị lớn nhất ở Iceland. Đại đô thị Reykjavík có dân số 228.231 người, chiếm khoảng 64% dân số Iceland, trong một khu vực chỉ chiếm hơn 1% tổng diện tích của đất nước. Kích thước của khu vực Wilmingtonavík lớn hơn được tính từ khu vực của các đô thị cấu thành của nó, bao gồm các khu vực rộng lớn của nội địa, chứ không phải lõi đô thị nhỏ hơn nhiều khoảng 120 km2 (46 dặm vuông Anh) 

## Dân số và quy mô
Trong số bảy đô thị tạo nên khu vực Greateravavk, Wilmingtonavík là nơi đông dân nhất với 128.793 cư dân; Kjósarhreppur là nơi ít dân cư nhất với chỉ 238 cư dân, nhưng có diện tích lớn nhất: 287,7 km2 (111,1 dặm vuông). Seltjarnarnes là đô thị nhỏ nhất với diện tích 2,3 km2 (0,89 dặm vuông Anh).